# Các Vườn quốc gia Hồ Turkana
Các Vườn quốc gia hồ Turkana là một nhóm ba vườn quốc gia ở Kenya. Chúng được đưa vào danh mục di sản thế giới UNESCO năm 1997 và được mở rộng vào năm 2001. Tầm quan trọng của các vườn quốc gia này ở chỗ chúng là điểm dừng cho các loài chim di cư và là nơi sinh sản cho cá sấu sông Nin, hippopotamus, và rắn. Ở đây cũng có các hóa thạch ở các quặng Koobi Fora duy nhất trên thế giới.
Các vườn quốc gia hồ Turkana gồm vườn quốc gia Sibiloi và hai đảo trên hồ Turkana là Đảo Trung và Đảo Nam. Ngày 28 tháng 6 năm 2018, vườn quốc gia này đã bị liệt vào Danh sách di sản thế giới bị đe dọa do tác động tiêu cực bởi Đập Gibe III ở Ethiopia làm dối loạn dòng chảy và hệ sinh thái của hồ cùng với đó là Dự án thát triển đường Kuraz chạy qua khu vực sẽ làm mất tính toàn vẹn của vườn quốc gia này.